# Vancé
Vancé és un municipi francès situat al departament del Sarthe i a la regió de País del Loira. L'any 2007 tenia 347 habitants.

## Demografia

### Població
El 2007 la població de fet de Vancé era de 347 persones. Hi havia 155 famílies de les quals 56 eren unipersonals (20 homes vivint sols i 36 dones vivint soles), 59 parelles sense fills i 40 parelles amb fills.
La població ha evolucionat segons el següent gràfic:
Habitants censats

### Habitatges
El 2007 hi havia 227 habitatges, 160 eren l'habitatge principal de la família, 51 eren segones residències i 17 estaven desocupats. 221 eren cases i 3 eren apartaments. Dels 160 habitatges principals, 125 estaven ocupats pels seus propietaris, 32 estaven llogats i ocupats pels llogaters i 3 estaven cedits a títol gratuït; 2 tenien una cambra, 12 en tenien dues, 37 en tenien tres, 43 en tenien quatre i 66 en tenien cinc o més. 102 habitatges disposaven pel capbaix d'una plaça de pàrquing. A 77 habitatges hi havia un automòbil i a 65 n'hi havia dos o més.

### Piràmide de població
La piràmide de població per edats i sexe el 2009 era:
| Homes | Edats   | Dones |
| ----- | ------- | ----- |
| 0     | 95 o +  | 0     |
| 4     | 90 a 94 | 8     |
| 4     | 85 a 89 | 0     |
| 4     | 80 a 84 | 0     |
| 4     | 75 a 79 | 12    |
| 16    | 70 a 74 | 4     |
| 12    | 65 a 69 | 16    |
| 20    | 60 a 64 | 24    |
| 4     | 55 a 59 | 12    |
| 12    | 50 a 54 | 12    |
| 12    | 45 a 49 | 8     |
| 8     | 40 a 44 | 8     |
| 28    | 35 a 39 | 16    |
| 8     | 30 a 34 | 4     |
| 12    | 25 a 29 | 4     |
| 4     | 20 a 24 | 8     |
| 8     | 15 a 19 | 8     |
| 4     | 10 a 14 | 20    |
| 8     | 5 a 9   | 8     |
| 8     | 0 a 4   | 4     |

## Economia
El 2007 la població en edat de treballar era de 213 persones, 154 eren actives i 59 eren inactives. De les 154 persones actives 134 estaven ocupades (85 homes i 49 dones) i 21 estaven aturades (5 homes i 16 dones). De les 59 persones inactives 25 estaven jubilades, 10 estaven estudiant i 24 estaven classificades com a «altres inactius».

### Ingressos
El 2009 a Vancé hi havia 159 unitats fiscals que integraven 335 persones, la mediana anual d'ingressos fiscals per persona era de 16.642 €.

### Activitats econòmiques
Dels 16 establiments que hi havia el 2007, 1 era d'una empresa alimentària, 1 d'una empresa de fabricació d'altres productes industrials, 2 d'empreses de construcció, 2 d'empreses de comerç i reparació d'automòbils, 1 d'una empresa d'hostatgeria i restauració, 1 d'una empresa d'informació i comunicació, 1 d'una empresa immobiliària, 3 d'empreses de serveis, 1 d'una entitat de l'administració pública i 3 d'empreses classificades com a «altres activitats de serveis».
Dels 4 establiments de servei als particulars que hi havia el 2009, 1 era una fusteria, 1 electricista, 1 perruqueria i 1 restaurant.
Dels 2 establiments comercials que hi havia el 2009, 1 era una fleca i 1 una carnisseria.
L'any 2000 a Vancé hi havia 29 explotacions agrícoles que ocupaven un total de 1.260 hectàrees.

## Equipaments sanitaris i escolars
El 2009 hi havia una escola elemental integrada dins d'un grup escolar amb les comunes properes formant una escola dispersa.

## Poblacions més properes
El següent diagrama mostra les poblacions més properes.